# Lymphorta unilinea
Lymphorta unilinea är en fjärilsart som beskrevs av Walker 1857. Lymphorta unilinea ingår i släktet Lymphorta och familjen tandspinnare. Inga underarter finns listade i Catalogue of Life.